# Seis días de Moscú
Los Seis días de Moscú fue una carrera de ciclismo en pista, de la modalidad de seis días, que se corrió en Moscú (Rusia). Su primera edición data de 1991 y duró hasta 2003, disputándose tres ediciones.

## Palmarés
| Año                               | Ganador                            | Segundo                             | Tercero                       |
| --------------------------------- | ---------------------------------- | ----------------------------------- | ----------------------------- |
| 1991                              | Marat Ganéyev Konstantín Jrabtsov  | Pierangelo Bincoletto Jens Veggerby | Danny Clark Anthony Doyle     |
| 1992-2001 ediciones no realizadas |                                    |                                     |                               |
| 2002                              | Marty Nothstein Ryan Oelkers       | Franco Marvulli Alexander Äschbach  | Frank Corvers Laurenzo Lapage |
| 2003                              | Franco Marvulli Alexander Äschbach | Robert Slippens Danny Stam          | Marco Villa Aleksei Shmidt    |